# 슈퍼 32X 게임 목록
이 목록은 세가에서 만든 세가 32X의 게임 목록이다.

## 세가의 게임
- 소닉 더 헤지호그 시리즈
  - 너클즈 카오틱스

## 같이 보기
- 메가 드라이브 게임 목록
- 메가 CD 게임 목록
- 비디오 게임 목록